# American Political Science Association
Die American Political Science Association (APSA) ist der führende Berufs- und Fachverband von Politikwissenschaftlern in den USA. Der Verband wurde 1903 gegründet und hat seinen Sitz in Washington, D.C. Erster APSA-Präsident war von 1903 bis 1905 Frank J. Goodnow, amtierende Präsidentin (Stand 2020) ist Paula D. McClain. Die APSA gibt vier wissenschaftliche Fachzeitschriften heraus, das American Political Science Review, Perspectives on Politics, Political Science & Politics und das Journal of Political Science Education.
Aktuell (Stand Februar 2021) ist die APSA in 49 Sektionen untergliedert, die sich bestimmten Themen und Bereichen widmen. Der Verband verleiht verschiedene Auszeichnungen, darunter sechs Bücher- und 11 Laufbahn-bezogene Preise. Außerdem wird das Centennial Center for Political Science and Public Affair betrieben.

## Liste der Präsidenten der American Political Science Association
Folgende Personen amtierten seit 1903 als Präsidenten der American Political Science Association (APSA), wobei die Amtszeit jeweils ein Jahr beträgt:
- Frank J. Goodnow, 1903–1905
- Albert Shaw, 1905–1906
- Frederick N. Judson, 1906–1907
- James Bryce, 1907–1908
- Abbott Lawrence Lowell, 1908–1909
- Woodrow Wilson, 1909–1910
- Simeon E. Baldwin, 1910–1911
- Albert Bushnell Hart, 1911–1912
- Westel Woodbury Willoughby, 1912–1913
- John Bassett Moore, 1913–1914
- Ernst Freund, 1914–1915
- Jesse Macy, 1915–1916
- Munroe Smith, 1916–1918
- Henry Jones Ford, 1918–1919
- Paul Samuel Reinsch, 1919–1920
- Leo Stanton Rowe, 1920–1921
- William Archibald Dunning, 1921–1922
- Harry Augustus Garfield, 1922–1923
- James Wilford Garner, 1923–1924
- Charles Edward Merriam, 1924–1925
- Charles A. Beard, 1925–1924
- William B. Munro, 1926–1927
- Jesse Siddall Reeves, 1927–1928
- John A. Fairlie, 1928–1929
- Benjamin F. Shambaugh, 1929–1930
- Edward S. Corwin, 1930–1931
- William F. Willoughby, 1931–1932
- Isidor Loeb, 1932–1933
- Walter J. Shepard, 1933–1934
- Francis W. Coker, 1934–1935
- Arthur N. Holcombe, 1935–1936
- Thomas Reed Powell, 1936–1937
- Clarence A. Dykstra, 1937–1938
- Charles Grove Haines, 1938–1939
- Robert C. Brooks, 1939–1940
- Frederic Austin Ogg, 1940–1941
- William Anderson, 1941–1942
- Robert Eugene Cushman, 1942–1943
- Leonard D. White, 1943–1944
- John M. Gaus, 1944–1945
- Walter F. Dodd, 1945–1946
- Arthur W. MacMahon, 1946–1947
- Henry Russell Spencer, 1947–1948
- Quincy Wright, 1948–1949
- James K. Pollock, 1949–1950
- Peter H. Odegard, 1950–1951
- Luther Gulick, 1951–1952
- Pendleton Herring, 1952–1953
- Ralph Bunche, 1953–1954
- Charles McKinley, 1954–1955
- Harold Dwight Lasswell, 1955–1956
- Elmer Eric Schattschneider, 1956–1957
- V. O. Key, Jr., 1957–1958
- Robert Taylor Cole, 1958–1959
- Carl Brent Swisher, 1959–1960
- Emmette S. Redford, 1960–1961
- Charles S. Hyneman, 1961–1962
- Carl Joachim Friedrich, 1962–1963
- Charles Herman Pritchett, 1963–1964
- David B. Truman, 1964–1965
- Gabriel Almond, 1965–1966
- Robert Alan Dahl, 1966–1967
- Merle Fainsod, 1967–1968
- David Easton, 1968–1969
- Karl W. Deutsch, 1969–1970
- Robert E. Lane, 1970–1971
- Heinz Eulau, 1971–1972
- Robert E. Ward, 1972–1973
- Avery Leiserson, 1973–1974
- Austin Ranney, 1974–1975
- James MacGregor Burns, 1975–1976
- Samuel H. Beer, 1976–1977
- John C. Wahlke, 1977–1978
- Leon D. Epstein, 1978–1979
- Warren E. Miller, 1979–1980
- Charles E. Lindblom, 1980–1981
- Seymour Martin Lipset, 1981–1982
- William Harrison Riker, 1982–1983
- Philip E. Converse, 1983–1984
- Richard F. Fenno, 1984–1985
- Aaron B. Wildavsky, 1985–1986
- Samuel P. Huntington, 1986–1987
- Kenneth Waltz, 1987–1988
- Lucian W. Pye, 1988–1989
- Judith N. Shklar, 1989–1990
- Theodore J. Lowi, 1990–1991
- James Q. Wilson, 1991–1992
- Lucius J. Barker, 1992–1993
- Charles O. Jones, 1993–1994
- Sidney Verba, 1994–1995
- Arend Lijphart, 1995–1996
- Elinor Ostrom, 1996–1997
- M. Kent Jennings, 1997–1998
- Matthew Holden, Jr., 1998–1999
- Robert O. Keohane, 1999–2000
- Robert Jervis, 2000–2001
- Robert Putnam, 2001–2002
- Theda Skocpol, 2002–2003
- Susanne Hoeber Rudolph, 2003–2004
- Margaret Levi, 2004–2005
- Ira Katznelson, 2005–2006
- Robert Axelrod, 2006–2007
- Dianne M. Pinderhughes, 2007–2008
- Peter Katzenstein, 2008–2009
- Henry E. Brady, 2009–2010
- Carole Pateman, 2010–2011
- G. Bingham Powell, Jr., 2011–2012
- Jane Mansbridge, 2012–2013
- John H. Aldrich, 2013–2014
- Rodney E. Hero, 2014–2015
- Jennifer L. Hochschild, 2015–2016
- David A. Lake, 2016–2017
- Kathleen Thelen, 2017–2018
- Rogers M. Smith, 2018–2019
- Paula D. McClain, 2019–2020
- Janet M. Box-Steffensmeier, 2020–2021
- John T. Ishiyama, 2021–2022
- Lisa Martin, 2022–2023
- Marc Warren, 2023–2024
- Taeku Lee, 2024–2025